# Racibórz
Racibórz er en by i det sydlige Polen med 56.727 indbyggere (2008). Racibórz ligger i Śląskie voivodskab.